# Los Rosales (Madrid)
Los Rosales es un barrio de la ciudad de Madrid, ubicado en el distrito de Villaverde. Contaba con una población de 33.000 habitantes en 2001. Destaca la zona residencial denominada Villaverde Bajo. 